# La lavandería
La lavandería (título original en inglés The Laundromat) es una película biográfica y de comedia dramática estadounidense de 2019 dirigida por Steven Soderbergh con un guion de Scott Z. Burns. Está protagonizada por Meryl Streep, Gary Oldman y Antonio Banderas y se basa en el libro de Jake Bernstein Secrecy World: Inside the Panama Papers Investigation of Illicit Money Networks and the Global Elite, el cual se centra en el caso de escándalo financiero internacional conocido como Panamá Papers. 
La película tuvo su estreno mundial en el Festival de Cine de Venecia el 1 de septiembre de 2019. Fue estrenada en cines el 27 de septiembre de 2019, antes de ser lanzada para transmisión digital el 18 de octubre de 2019 en Netflix. La cinta ha recibido reseñas mixtas por parte de los críticos.

## Trama
La película sigue a Ellen Martin (Streep), cuyas vacaciones soñadas toman un giro equivocado y la llevan a un mundo de tratos sombríos que pueden rastrearse hasta un bufete de abogados de la Ciudad de Panamá, dirigido por socios financieramente seductores Jürgen Mossack (Oldman) y Ramón Fonseca (Banderas). En un impactante desenlace, pronto se da cuenta de que su situación menor es solo una gota en el cubo de millones de archivos que vinculan el tráfico de drogas en el exterior, la evasión fiscal, el soborno y otras empresas ilegales con los líderes políticos más ricos y poderosos del mundo.

## Elenco principal
- Meryl Streep como Ellen Martin.
- Gary Oldman como Jürgen Mossack.
- Antonio Banderas como Ramón Fonseca.
- Jeffrey Wright como Malchus Irvin Boncamper.[4]
- Melissa Rauch como Melanie Martin.
- Robert Patrick como Capitán Richard Paris.
- Sharon Stone como Hannah.
- David Schwimmer como Matthew Quirk.
- Matthias Schoenaerts como Maywood.
- Rosalind Chao como Gu Kailai.
- Nonso Anozie como Charles.
- Jessica Allain como Simone.
- Nikki Amuka-Bird como Miranda.
- Jesse Wang como Bo Kailai.
- James Cromwell como Joe Martin.
- Jeff Michalski como Norm Sidley.
- Jane Morris como Barbara 'Barb' Sidley.
- Marsha Stephanie Blake como Vincelle Boncamper.

## Producción
En julio de 2016, se anunció que Steven Soderbergh estaba preparado para producir un proyecto de los Papeles de Panamá que aun no tenía título. Más tarde, en abril de 2018 se anunció que Soderbergh también dirigiría la película, ahora titulada The Laundromat. Scott Z. Burns escribió el guion y se afirmó que la producción comenzaría en el otoño de 2018. En mayo de 2018, se informó que Meryl Streep, Gary Oldman y Antonio Banderas estaban en conversaciones para protagonizar la película con Netflix interesado en adquirir los derechos de distribución. Soderbergh afirmó en julio del mismo año que Netflix probablemente sería el distribuidor de la película. En octubre, se confirmó que Netflix lanzaría la película, con David Schwimmer y Will Forte agregados al elenco. Ese mismo mes, Matthias Schoenaerts, Jeffrey Wright, Chris Parnell, James Cromwell, Melissa Rauch, Larry Wilmore y Robert Patrick se unieron al elenco de la película.

## Controversias
Semanas después de su estreno limitado en cines, pero solo dos días antes de su estreno programado para la transmisión, los dos hombres reales en el centro de la historia, Jürgen Mossack y Ramón Fonseca, demandaron a Netflix el 16 de octubre de 2019, intentando bloquear el lanzamiento. Argumentaron que la película los difamaba. Netflix respondió al día siguiente, calificando la demanda de "risible" y diciendo que la película era "discurso constitucionalmente protegido". Un juez de Connecticut trasladó el caso a California más tarde ese día y detuvo una orden judicial, permitiendo que la película se lanzara según lo planeado.